# 明日叶
明日叶（學名：Angelica keiskei）原产地位于日本的八丈岛，是属于傘形科當歸屬的藥草，为多年生草本植物。

## 名稱與由來
明日葉名字由來是「今日葉子摘了，明日就長出芽。」，又稱為明日草、一夜草、鹹草、鹼草、返陽草、還春草、珍立草、八丈草、長壽草、強精草、天賜草、八丈人蔘草、海峰人蔘草等。

## 每一百克成份含量
鍺460ppm 葉酸 10.1mg% 維他命B1 0.11mg% 葉綠素 20.5mg% 維他命B2 0.26mg% 鈣質 260.64mg% 維他命B6 0.55mg% 鈉 102.78mg% 錳 0.90mg% 維他命C 23.0mg% 鉀 383.85mg% 膽鹼 12.6mg% 鎂 89.93mg% 生物素 3.81r% 鐵 4.55mg% 泛酸 0.44mg% 鹽素 153.4mg% 菸鹼酸 1.31mg% 硫黃 31.6mg% 胡蘿蔔素 2.31mg%

## 分布海拔
明日葉在溫帶地區可以生長在平地，在亞熱帶地區約分布於海拔500~2000公尺。